# Spirala Fermata

Spirala Fermata obraca się przeciwnie do ruchu wskazówek zegara

Spirala Fermata, spirala paraboliczna – krzywa na płaszczyźnie, będąca uogólnieniem spirali Archimedesa. Ma tę właściwość, że pole powierzchni zawarte pomiędzy dwoma kolejnymi pełnymi zwojami spirali jest stałe. W rezultacie odległość między zwojami maleje, w przeciwieństwie do spirali Archimedesa (dla której ta odległość jest stała) i spirali logarytmicznej (dla której odległość między zwojami spirali jest proporcjonalna do ich odległości od środka).
Spirala Fermata jest tak nazwana na cześć Pierre’a de Fermata.
Spirala Fermata znalazła zastosowanie w modelowaniu wzrostu roślin i kształtów niektórych galaktyk spiralnych, a także w projektowaniu kondensatorów o zmiennych pojemnościach, luster słonecznych i cyklotronów.

## Współrzędne biegunowe

Jedna gałąź spirali Fermata, obracającej się przeciwnie do ruchu wskazówek zegara, dana równaniem

(I) We współrzędnych biegunowych spirala Fermata obracająca się przeciwnie do ruchu wskazówek zegara dana jest równaniami:
{\displaystyle {\begin{cases}r=+a{\sqrt {\varphi }}\\r=-a{\sqrt {\varphi }}\end{cases}}}
gdzie {\displaystyle \varphi \in <0,+\infty ),} {\displaystyle a} – stały parametr spirali: im większa jego wartość, tym większa odległość między zwojami spirali, przy czym: (1) gdy {\displaystyle a>0,} to pierwsze równania opisuje gałąź spirali jak na rysunku obok, zaś drugie równanie opisuje drugą gałąź (por. rysunek górny); (2) gdy {\displaystyle a<0,} to ramiona są zamienione miejscami.
(II) Podobnie, we współrzędnych biegunowych spirala Fermata obracająca się zgodnie z ruchem wskazówek zegara dana jest równaniami:
{\displaystyle {\begin{cases}r=+a{\sqrt {-\varphi }}\\r=-a{\sqrt {-\varphi }}\end{cases}}}
gdzie {\displaystyle \varphi \in (-\infty ,0>),} {\displaystyle a} – stały parametr spirali.

## Współrzędne kartezjańskie
Przechodząc od równania we współrzędnych biegunowych do równania we współrzędnych kartezjańskich za pomocą przekształceń:
{\displaystyle {\begin{cases}x=r\cos \varphi \\y=r\sin \varphi \end{cases}}}
równanie parametryczne jednej gałęzi spirali Fermata obracającej się przeciwnie do ruchu wskazówek zegara przyjmuje postać:
{\displaystyle {\begin{cases}x(\varphi )=+a{\sqrt {\varphi }}\cos(\varphi )\\y(\varphi )=+a{\sqrt {\varphi }}\sin(\varphi )\end{cases}}}
a równanie drugiej gałęzi przyjmie postać:
{\displaystyle {\begin{cases}x(\varphi )=-a{\sqrt {\varphi }}\cos(\varphi )\\y(\varphi )=-a{\sqrt {\varphi }}\sin(\varphi )\end{cases}}}
przy czym {\displaystyle \varphi \in <0,+\infty )} – kąt, {\displaystyle a} – stały parametr spirali.
Dla spirali obracającej się zgodnie z ruchem wskazówek zegara równania są analogiczne.